# Земовит II
Земовит II Мазовецкий (пол. Siemowit (Ziemowit); 1283 — 19 февраля 1345)
— князь варшавский (1310—1313), равский (1313—1345), ломжинский (1313—1345) и визненский (1313—1345), старший сын князя мазовецкого Болеслава II и Софии Литовской.

## Биография
В 1310 году Земовит получил в удельное владение от своего отца Болеслава города Варшаву и Лив. В 1313 году после смерти своего отца, князя мазовецкого Болеслава, Земовит унаследовал Раву, Ломжу, Визну, Сохачев, Закрочим, Гостынин и Цеханув. Земовит вынужден был уступить Варшаву и Лив своему младшему брату Тройдену.
В 1316 году Земовит начал войну со своими младшими братьями Тройденом и Вацлавом. Вначале Земовит равский поддерживал политику польского короля Владислава I Локетека (1320—1333). В 1326 году Земовит равский вместе с младшими братьями, князьями Тройденом черским и Вацлавом плоцким, заключил военно-политический союз с тевтонскими рыцарями-крестоносцами в Броднице, направленный против Польши и Литвы. В ответ польский король Владислав Локетек вместе с великим князем литовским Гедимином организовал большой карательный поход на Мазовию. Поляки и литовцы сильно опустошили и разорили мазовецкие земли. В 1333 году тевтонские крестоносцы передали захваченный польский пограничный город Брест-Куявский своему союзнику, князю Земовиту равскому. В 1336-1340 годах князь Земовит равский был регентом в Плоцком княжестве, где правил его малолетний племянник Болеслав. В июле 1343 года князь Земовит II содействовал подписанию Калишского мира между польским королём Казимиром Великим и Тевтонским Орденом.
В феврале 1345 года после смерти бездетного князя равского Земовита II его княжество разделили между собой племянники Болеслав III, Земовит III и Казимир I.